# 探照灯影业
探照灯影业，旧称福斯探照灯影业是1994年成立的电影公司，为华特迪士尼影业集团旗下二十世紀影業的子公司。该公司主要参与制作和发行独立电影、英国电影、喜剧片、恐怖片和非英语电影。
2020年1月17日，随着迪士尼正式停用“福斯”品牌，福斯探照灯影业更名为探照灯影业。更名原因是因為默多克仍掌控福斯廣播公司及福斯新聞網等公司，為避免大眾仍將二十世紀福斯及福斯探照燈影業視為默多克旗下福斯集团的所屬公司，因此迪士尼停用這兩公司的“福斯”品牌名称。因此，2019年上映的奧斯卡得獎電影《隱秘生活》，成為探照燈影業以「福斯探照燈影業」名稱發行的最後一部電影。